# Kościół św. Stanisława Kostki w Mielnie Pyrzyckim
Kościół św. Stanisława Kostki w Mielnie Pyrzyckim – katolicki kościół filialny zlokalizowany we wsi Mielno Pyrzyckie w gminie Kozielice, w powiecie pyrzyckim (województwo zachodniopomorskie). Jest filią parafii św. Stanisława Biskupa i Męczennika w Kozielicach.

## Historia i architektura
Kościół, wzniesiony w 1891 roku w miejscu wcześniejszej, średniowiecznej świątyni. Jest budowlą orientowaną, sytuowaną na rzucie prostokąta, od wschodu zamkniętą trójboczną absydą. Od zachodu dostawiona jest wieża na planie czworoboku, na której zawieszone są trzy dzwony. Na wieży umieszczony jest zegar. Wnętrze kościoła nakrywa podwyższany strop drewniany, pomalowany na niebiesko. W środku znajduje się XIX-wieczne wyposażenie: empora z prospektem organowym, ambona i ławki. 
W środku zachowały się elementy wyposażenia pochodzące ze starszego kościoła: brązowy świecznik na 12 świec z 1781 roku i kielich mszalny ufundowany przez Barbarę von Grumokow w 1697 roku. Dwa dzwony kościelne mają rodowód gotycki. Pierwszy, o średnicy 92 cm, opatrzony jest inskrypcją o treści 🞤 O REX GLORIE VENI CUM PACE. Drugi, z inskrypcją ANNO DOMINI 1568, został odlany w warsztacie Martena Dames.
Po II wojnie światowej kościół został konsekrowany jako świątynia katolicka w dniu 12 września 1945 przez ks. Józefa Króla.